# 1974-es fedett pályás atlétikai Európa-bajnokság
Az 1974-es fedett pályás atlétikai Európa-bajnokságot Göteborgban, Svédországban rendezték március 9. és március 10. között. Ez volt az 5. fedett pályás Eb. A férfiaknál 12, a nőknél 9 versenyszám volt. Major István magasugrásban, Zsinka András 800 méteres síkfutásban ezüstérmes lett.

## A magyar sportolók eredményei
Magyarország az Európa-bajnokságon 7 sportolóval képviseltette magát.
Érmesek
| Érem  | Versenyző     | Versenyszám | Dátum       |
| ----- | ------------- | ----------- | ----------- |
| Ezüst | Major István  | Magasugrás  | március 9.  |
| Ezüst | Zsinka András | 800 m       | március 10. |

## Éremtáblázat
(A táblázatban Magyarország és a rendező nemzet eltérő háttérszínnel kiemelve.)
| Helyezés | Nemzet         | Arany | Ezüst | Bronz | Összesen |
| 1.       | Lengyelország  | 4     | 2     | 2     | 8        |
| 2.       | NDK            | 3     | 5     | 7     | 15       |
| 3.       | Szovjetunió    | 3     | 3     | 3     | 9        |
| 4.       | Belgium        | 2     | 1     | 0     | 3        |
| 5.       | Jugoszlávia    | 2     | 0     | 0     | 2        |
| 5.       | Svédország     | 2     | 0     | 0     | 2        |
| 7.       | Csehszlovákia  | 1     | 1     | 4     | 6        |
| 8.       | Franciaország  | 1     | 1     | 1     | 3        |
| 9.       | Bulgária       | 1     | 1     | 0     | 2        |
| 9.       | Nagy-Britannia | 1     | 1     | 0     | 2        |
| 11.      | Svájc          | 1     | 0     | 1     | 2        |
| 12.      | NSZK           | 0     | 3     | 0     | 3        |
| 13.      | Magyarország   | 0     | 2     | 0     | 2        |
| 14.      | Finnország     | 0     | 1     | 0     | 1        |
| 15.      | Románia        | 0     | 0     | 1     | 1        |

## Érmesek
- WR – világrekord
- CR – Európa-bajnoki rekord
- AR – kontinens rekord
- NR – országos rekord
- PB – egyéni rekord
- WL – az adott évben aktuálisan a világ legjobb eredménye
- SB – az adott évben aktuálisan az egyéni legjobb eredmény

### Férfi
| Versenyszám     | Arany                                                                          | Arany    | Ezüst                                                                                | Ezüst   | Bronz                               | Bronz                  |
| --------------- | ------------------------------------------------------------------------------ | -------- | ------------------------------------------------------------------------------------ | ------- | ----------------------------------- | ---------------------- |
| 60 m            | Valerij Borzov · Szovjetunió                                                   | 6,58 CR  | Manfred Kokot · NDK                                                                  | 6,63    | Alekszandr Kornyeljuk · Szovjetunió | 6,66                   |
| 400 m           | Fons Brijdenbach · Belgium                                                     | 46,60    | Andreas Scheibe · NDK                                                                | 46,80   | Günter Arnold · NDK                 | 46,94                  |
| 800 m           | Luciano Sušanj · Jugoszlávia                                                   | 1:48,07  | Zsinka András · Magyarország                                                         | 1:48,50 | Jozef Plachý · Csehszlovákia        | 1:49,49                |
| 1500 m          | Henryk Szordykowski · Lengyelország                                            | 3:41,78  | Thomas Wessinghage · NSZK                                                            | 3:42,02 | Włodzimierz Staszak · Lengyelország | 3:43,48                |
| 3000 m          | Emiel Puttemans · Belgium                                                      | 7:48,48  | Paul Thijs · Belgium                                                                 | 7:51,76 | Pavel Pěnkava · Csehszlovákia       | 7:51,79                |
| 60 m gát        | Anatolij Mosiasvili · Szovjetunió                                              | 7,66 CR  | Mirosław Wodzyński · Lengyelország                                                   | 7,68    | Frank Siebeck · NDK                 | 7,75                   |
| 4 × 392 m váltó | Svédország · Michael Fredriksson · Gert Möller · Anders Faager · Dimitre Grama | 3:04,55  | Franciaország · Pierre Bonvin · Patrick Salvador · Roger Vélazquez · Lionel Malingre | 3:05,46 | Csak két csapat indult              | Csak két csapat indult |
| Magasugrás      | Kęstutis Šapka · Szovjetunió                                                   | 2,22     | Major István · Magyarország                                                          | 2,20    | Vladimír Malý · Csehszlovákia       | 2,17                   |
| Rúdugrás        | Tadeusz Ślusarski · Lengyelország                                              | 5,35     | Antti Kalliomäki · Finnország                                                        | 5,30    | Jânis Lauris · Szovjetunió          | 5,30                   |
| Távolugrás      | Jean-François Bonhème · Franciaország                                          | 8,17     | Hans Baumgartner · NSZK                                                              | 8,10    | Max Klauss · NDK                    | 8,03                   |
| Hármasugrás     | Michał Joachimowski · Lengyelország                                            | 17,03 CR | Mihail Bariban · Szovjetunió                                                         | 16,88   | Bernard Lamitié · Franciaország     | 16,56                  |
| Súlylökés       | Geoff Capes · Nagy-Britannia                                                   | 20,95 CR | Heinz-Joachim Rothenburg · NDK                                                       | 20,87   | Jaroslav Brabec · Csehszlovákia     | 19,87                  |

### Női
| Versenyszám     | Arany                                                                           | Arany      | Ezüst                                                                        | Ezüst   | Bronz                           | Bronz                  |
| --------------- | ------------------------------------------------------------------------------- | ---------- | ---------------------------------------------------------------------------- | ------- | ------------------------------- | ---------------------- |
| 60 m            | Renate Stecher · NDK                                                            | 7,16 CR    | Andrea Lynch · Nagy-Britannia                                                | 7,17    | Irena Szewińska · Lengyelország | 7,20                   |
| 400 m           | Jelica Pavličić · Jugoszlávia                                                   | 52,64 CR   | Nagyezsda Iljina · Szovjetunió                                               | 52,81   | Waltraud Dietsch · NDK          | 52,84                  |
| 800 m           | Elżbieta Katolik · Lengyelország                                                | 2:02,38 CR | Gisela Ellenberger · NSZK                                                    | 2:02,54 | Gunhild Hoffmeister · NDK       | 2:02,59                |
| 1500 m          | Tonka Petrova · Bulgária                                                        | 4:10,97 CR | Karin Krebs · NDK                                                            | 4:11,33 | Tamara Kazacskova · Szovjetunió | 4:14,45                |
| 60 m gát        | Annerose Fiedler · NDK                                                          | 8,08       | Grażyna Rabsztyn · Lengyelország                                             | 8,08    | Meta Antenen · Svájc            | 8,19                   |
| 4 × 392 m váltó | SWE · Ann-Charlotte Hesse · Lena Fritzson · Ann-Margret Utterberg · Ann Larsson | 3:38,15    | BUL · Liljana Tomova · Szonja Zaharijeva · Jordanka Filipova · Tonka Petrova | 3:39,21 | Csak két csapat indult          | Csak két csapat indult |
| Magasugrás      | Rosemarie Witschas · NDK                                                        | 1,90       | Milada Karbanová · Csehszlovákia                                             | 1,88    | Rita Kirst · NDK                | 1,88                   |
| Távolugrás      | Meta Antenen · Svájc                                                            | 6,69 NR    | Angela Schmalfeld · NDK                                                      | 6,56    | Valeria Stefanescu · Románia    | 6,39                   |
| Súlylökés       | Helena Fibingerová · Csehszlovákia                                              | 20,75 CR   | Nagyezsda Csizsova · Szovjetunió                                             | 20,62   | Marianne Adam · NDK             | 19,70                  |